# Axe (banda)
Axe es una banda estadounidense de hard rock, formada en 1979 por antiguos miembros de la banda Babyface, que alcanzó cierta fama a principios de los años ochenta. Desde entonces, la banda ha sufrido multitud de cambios de formación, con más de ocho antiguos miembros. El grupo en sus inicios estaba compuesto por Bobby Barth (voz, guitarra), Edgar Riley (teclista y coros), Mike Osbourne (guitarra), Mike Turpin (bajo eléctrico) y Tedy Mueller (batería).
Publicaron cuatro álbumes de estudio desde su formación hasta 1984, año en el que Mike Osbourne fallecería en un accidente de tráfico. Se separaron hasta su reunión a finales de los 90, y desde entonces han publicado varios álbumes musicales, ofrecido actuaciones en directo, etc.

## Discografía
- 1979: Axe
- 1980: Living on the Edge
- 1982: Offering
- 1983: Nemesis
- 1997: V
- 1997: 20 Years From Home
- 1998: 20 Years From Home Volume II
- 2001: The Crown
- 2001: Live In America 1981